# Belterra Casino Indy 300 2004
Belterra Casino Indy 300 2004 var ett race som var den elfte deltävlingen i IndyCar Series 2004. Racet kördes den 15 augusti på Kentucky Speedway. Adrián Fernández tog sin första seger i IndyCar, och inledde en magnifik andra halva på säsongen för hans del, då han även skulle komma att vinna på Chicagoland och Fontana. Buddy Rice slutade tvåa i racet, och fortsatte att ta in poäng på mästerskapsledande Tony Kanaan, som fick nöja sig med en femteplats.

## Slutresultat
| Plats | Förare            | Team                     | Grid | Kvaltid |
| ----- | ----------------- | ------------------------ | ---- | ------- |
| 1     | Adrián Fernández  | Fernández Racing         | 4    | 24,743  |
| 2     | Buddy Rice        | Rahal Letterman Racing   | 1    | 24,664  |
| 3     | Dan Wheldon       | Andretti Green Racing    | 11   | 24,865  |
| 4     | Kosuke Matsuura   | Fernández Racing         | 10   | 24,859  |
| 5     | Tony Kanaan       | Andretti Green Racing    | 2    | 24,697  |
| 6     | Dario Franchitti  | Andretti Green Racing    | 5    | 24,760  |
| 7     | Vitor Meira       | Rahal Letterman Racing   | 7    | 24,813  |
| 8     | Ed Carpenter      | Cheever Racing           | 14   | 25,016  |
| 9     | Bryan Herta       | Andretti Green Racing    | 21   | -       |
| 10    | Darren Manning    | Chip Ganassi Racing      | 8    | 24,816  |
| 11    | Alex Barron       | Cheever Racing           | 17   | 25,126  |
| 12    | Hélio Castroneves | Marlboro Team Penske     | 6    | 24,778  |
| 13    | Scott Dixon       | Chip Ganassi Racing      | 9    | 24,822  |
| 14    | Sam Hornish Jr.   | Marlboro Team Penske     | 3    | 24,713  |
| 15    | Jaques Lazier     | Patrick Racing           | 19   | 25,135  |
| 16    | Felipe Giaffone   | Dreyer & Reinbold Racing | 18   | 25,128  |
| 17    | Scott Sharp       | Kelley Racing            | 16   | 25,080  |
| 18    | A.J. Foyt IV      | A.J. Foyt Enterprises    | 15   | 25,021  |
| 19    | Mark Taylor       | Access Motorsports       | 12   | 24,911  |
| 20    | Tora Takagi       | Mo Nunn Racing           | 20   | 25,243  |
| 21    | Townsend Bell     | Panther Racing           | 22   | -       |
| 22    | Tomas Scheckter   | Panther Racing           | 13   | 25,003  |